# زرافه
زرافه یا شترگاوپلنگ (نام علمی: Safar camelopardalis) یک جانور پستاندار دارای پنجه و سم از سردهٔ زرافه‌ها، قدبلندترین جانور زمین و بزرگ‌ترین نشخوارکننده است. قد زرافه از ۶ متر نیز تجاوز می‌کند و وزن متوسط آن ۱۶۰۰ کیلوگرم برای جنس نر و ۸۳۰ کیلوگرم برای جنس ماده است. عمر متوسط این پستاندار ۱۷ سال و حداکثر ۲۵ سال است. این جانور از خانوادهٔ زرافگان است.
زرافه‌ها به‌طور پراکنده در قارهٔ آفریقا به‌ویژه کشورهای چاد در شمال، آفریقای جنوبی در جنوب، نیجر در غرب و سومالی در شرق زندگی می‌کنند. زرافه‌ها معمولاً ساکن دشتها، مراتع و جنگلهای باز هستند. منبع غذایی اصلی آنها برگهای اقاقیا هستند که هر جانور گیاه‌خواری قدش به آنها نمی‌رسد. زرافه‌ها همواره هدف حمله شیرها، پلنگها و سگهای وحشی قرار می‌گیرند. زرافه‌های بزرگسال نمی‌توانند پیوندهای اجتماعی قوی ایجاد کنند. هنگام حمله کردن به زرافه‌ها، این جانوران گردن خود را به عنوان سلاح استفاده می‌کنند. زرافه‌های نر همیشه علاقهٔ زیادی به جفتگیری داشته‌اند که حاصل آن نسل‌های جوانتر این موجودات است.
این جانوران را در نقاشیها، کتابها و انیمیشنهای برجسته‌ای همچون ماداگاسکار ۱، ۲، ۳، دنیای وحش و پیمان جانوران به تصویر کشیده‌اند. توسط اتحادیه بین‌المللی حفاظت از طبیعت، برخی از این جانداران در خطر انقراض هستند و نیز خطری برای انقراض برخی از آنها نیست. با این حال، هنوز هم زرافه‌ها در پارکهای متعدد ملی یافت می‌شوند.

## ریشه‌شناسی نام

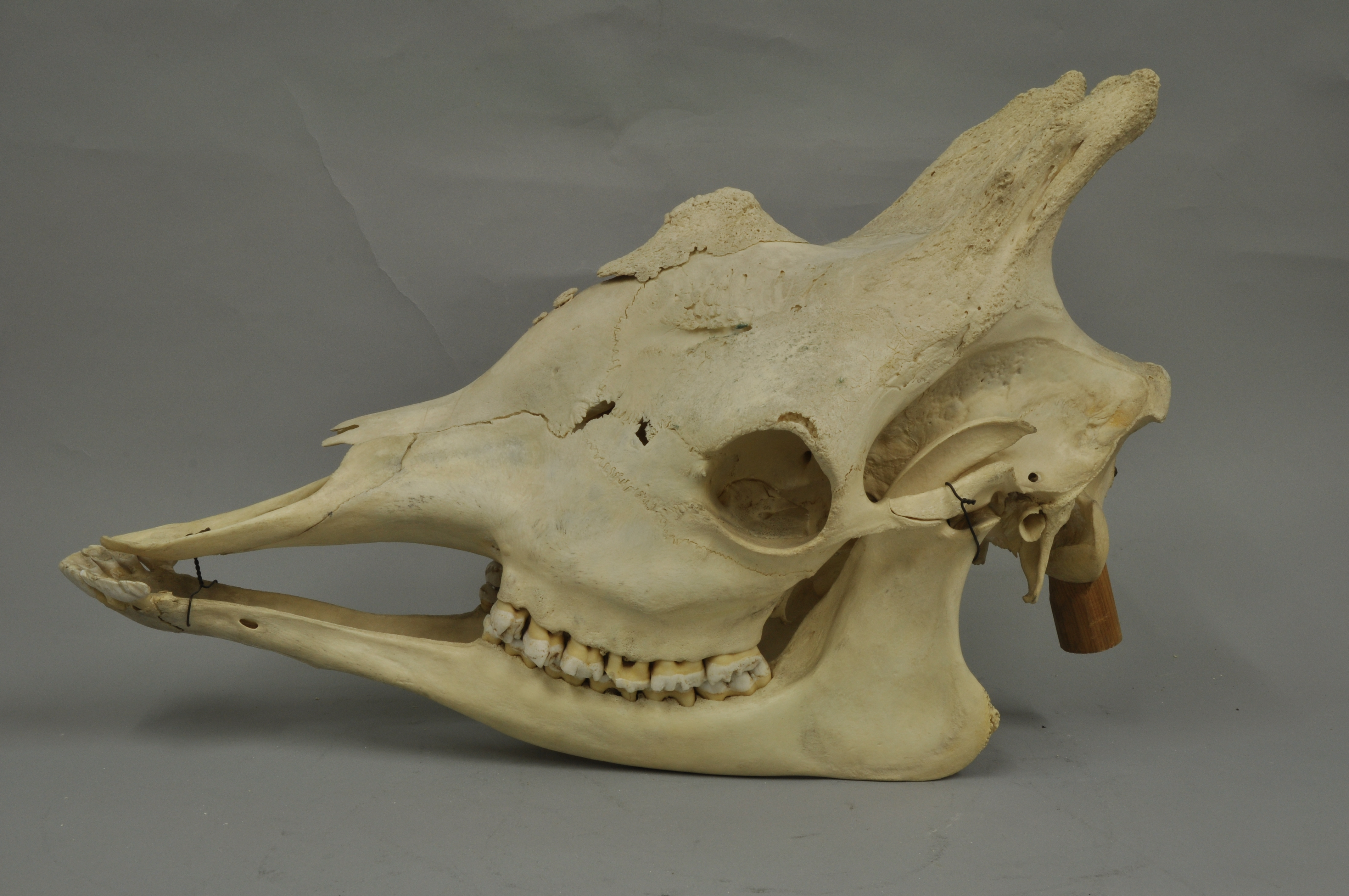
استخوان جمجمه یک زرافه واقع در موزه تاریخ طبیعی ویسبادن در نزدیکی شهر فرانکفورت آلمان

واژهٔ زرافه برگرفته از پارسی زرد + آف (که آف به معنی نوعی آهوست و شباهت سر زرافه با سر آهو را نشان وامی‌گوید) است. همچنین گفته شده‌است که این واژه برگرفته از واژهٔ سریانی ܙܵܪܝܼܦܵܐ (زَرافَه) است که معنی این واژه پیاده‌روی سریع است. چند بار املای این واژه در زبان انگلیسی تغییر کرده‌است. Gerfauntz ممکن است از واژه Geri در سومالی ریشه گرفته باشد. فرم ایتالیایی Giraffa در سال ۱۵۹۰ به وجود آمد. در فرانسه به این جانور Girafe نیز می‌گویند. نام گونهٔ camelopardalis نیز یک واژهٔ لاتین است.
در فارسی به آن «شترگاوپلنگ» هم می‌گویند که ریشهٔ این اسم از uštar-gāw-palang فارسی میانه است.
کمیلپرد نیز نام گونه‌ای در آفریقا است. دیگر نام‌های آفریقایی برای زرافه عبارتند از اکریی (اتسو)، کنییت (الگن)، ندویدا (گیکویو)، تیغا (کلنجین اند لوو)، ندویا (کمبا)، نودولولو (کیهه)، نتقا (کینیتورو)، اندر (لوگبرا)، اتییکا (لوهیا)، کوری (معدی)، الودوکیررگتاآور الچنگیتوآودو (ماسی)، لنیوا (مرو)، هری (پاره)، لمنت (سمبورو) و تویگا (سوایلی و غیره) در شرق؛۳۱۳ و توتوا (لوزی)، نتوتلوا (شنگان)، ایندلولمیتسی (سیسوتی)، تهوتلوا (ستهو)، تودا (وندا) و ندلولمیتی (زولو) در جنوب.

## طبقه‌بندی و تکامل

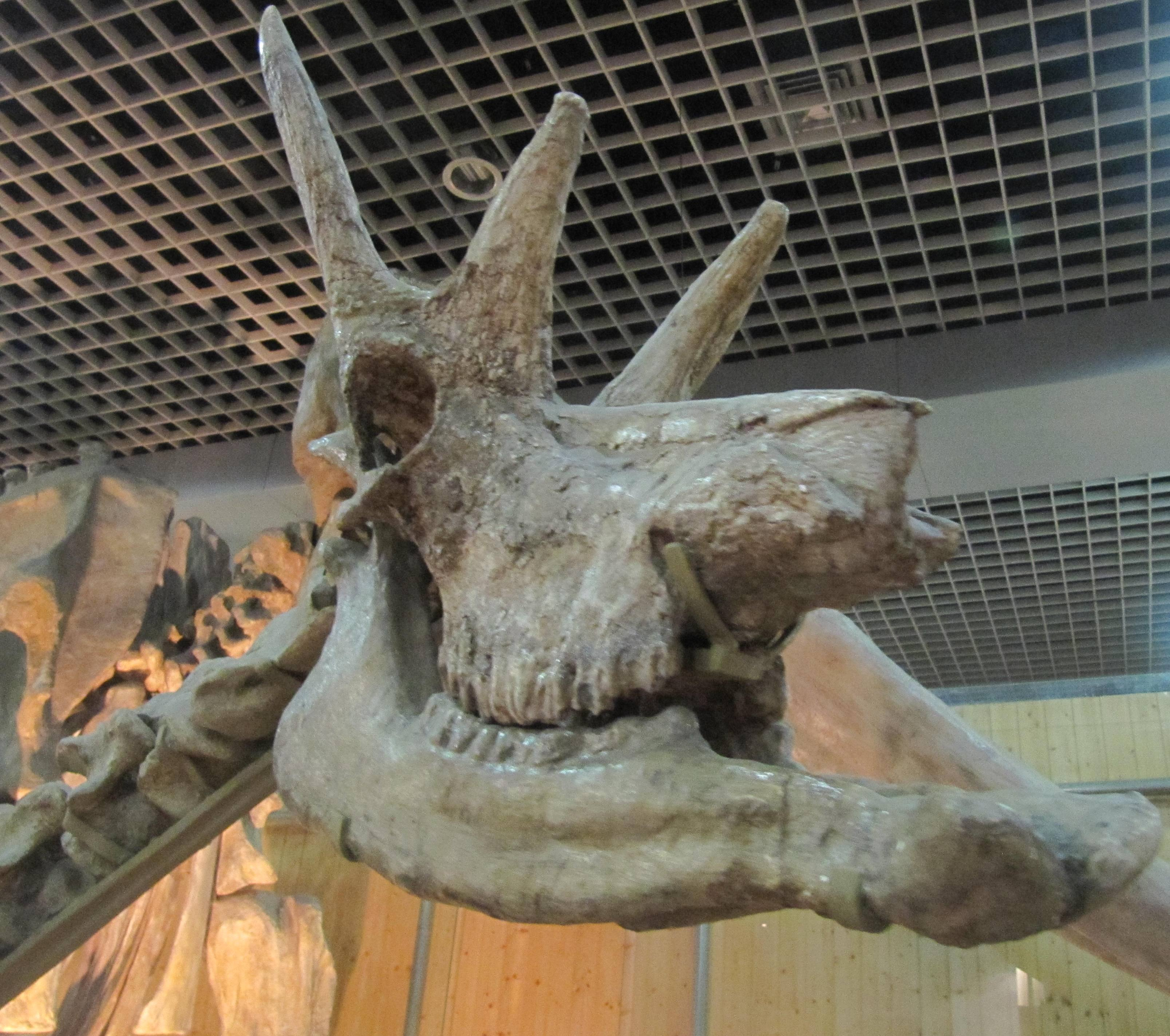
اسکلت زرافه در موزهٔ تاریخ طبیعی پکن

زرافه یکی از دو گونهٔ زندهٔ خانوادهٔ زرافگان است. این خانواده در قدیم بسیار گسترده بوده‌است و بیش از ۱۰ جنس فسیلی از آن‌ها یافت شده‌است. زرافه‌ها ۸ میلیون سال پیش از جنوب مرکزی اروپا در دورهٔ میوسن برخاستند.
دراز شدن تدریجی گردن و اندام‌های این جانور در سراسر اصل و نسب زرافگان یافت می‌شود. بوهلینیا که از نسب زرافگان بودند، در پاسخ به تغییر آب و هوایی وارد چین و شمال هند شدند. از اینجا، جنس زرافه‌ها تکامل یافت و در حدود ۷ میلیون سال پیش وارد آفریقا شدند. تغییرات آب و هوایی باعث انقراض زرافه‌های آسیایی شد، در حالی که زرافه‌های آفریقایی جان سالم به در برند اما در آفریقا تابش به گونه‌های جدیدی به آن‌ها می‌تابید. کاملوپاردالیس حدود ۱ میلیون سال پیش در شرق آفریقا در دوره چهارم زمین‌شناسی به وجود آمد. برخی از زیست‌شناسان نشان داده‌اند که زرافهٔ مدرن از تبار جومائی بوده‌است. حتی ممکن است از تبار گراکیلیس باشند. اعتقاد بر این است که تکامل زرافهٔ امروزی با مهاجرت آن‌ها از جنگل‌های گسترده به زیستگاه‌های باز، حدود ۸ میلیون سال پیش آغاز شد.
زرافه یکی از گونه‌های متعددی است که توسط کارل لینه در سال ۱۷۵۸ شرح داده شده بود. مورتن تارن برونیش زرافه، این موجودات را در سال ۱۷۷۲ طبقه‌بندی کرد. در اوایل قرن ۱۹، ژان-باپتیست لامارک معتقد بود که دراز شدن گردن زرافه‌ها به دلیل استفادهٔ زیاد از آن‌ها برای خوردن برگ درختان بوده‌است. این نظریه در نهایت رد شد و دانشمندان نظریهٔ چارلز رابرت داروین را قبول کرده‌اند. این نظریه می‌گوید طبیعت کسانی که با آن طبیعت سازگار باشند را برای زندگی برمی‌گزیند و در این صورت جانوران دچار جهش می‌شوند و این جهش را به نسل‌های بعدی انتقال می‌دهند.

### زیرگونه‌ها

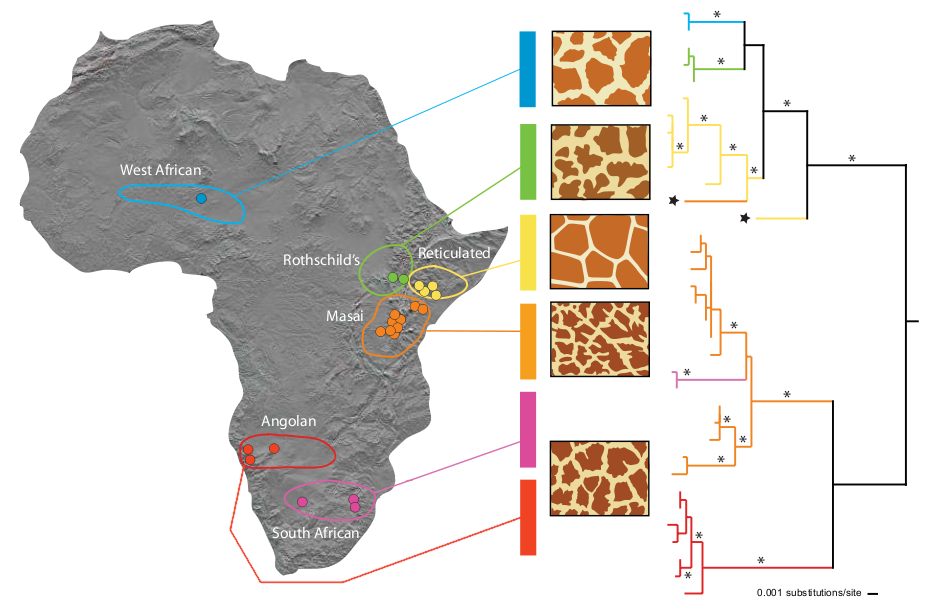
محدودهٔ جغرافیایی تقریبی، الگوهای خز و روابط فیلوژنتیک بین برخی از گونه‌های زرافه بر اساس توالی دی‌ان‌ای

- کاملوپاردالیس: این زرافه اهل کشور نوبی یا حبشه بوده‌است. این موجود همچنین در جنوب شرقی سودان و جنوب غربی اتیوپی یافت می‌شود. تنها کمتر ۲۵۰ عدد از این نوع زرافه در طبیعت باقی‌مانده‌اند، هر چند این آمار نامشخص است. اگر چه آن‌ها در آزادی کامل هستند، اما در باغ وحش العین در امارات متحده عربی، گروهی از این موجودات نگهداری می‌شوند. در سال ۲۰۰۳، تعداد این گروه ۱۴ عدد بود.
- رتیکولاتا: این نوع زرافه در سومالی، شمال شرقی کنیا، جنوب اتیوپی و سومالی زندگی می‌کنند. تخمین زده می‌شود که تعداد این‌گونه بیش از ۵٬۰۰۰ در طبیعت باشد. بر اساس پرونده‌های بین‌المللی، بیش از ۴۵۰ عدد از این‌گونه در باغ وحش‌ها نگهداری می‌شوند.
- آنگولنسیس: یا زرافهٔ آگولا یا نامیبیا. این زرافه در آنگولا، نامیبیا، غرب زامبیا، بوتسوانا و غرب زیمبابوه یافت می‌شود. مطالعات ژنتیکی نشان می‌دهد که گونهٔ نامیب که در شمال صحرای بزرگ آفریقا و پارک ملی اتوشا وجود دارد، گونه‌ای جداگانه از این‌گونه است.
- آنتیکوروم: این نوع زرافه در جنوب چاد، جمهوری آفریقای مرکزی، کامرون، شمال و شمال شرق کنگو زندگی می‌کنند. جمعیتی از این‌گونه که در کامرون زندگی می‌کنند، به عنوان پرالتا طبقه‌بندی شد اما ثابت شد که این نظریه نادرست است. اعتقاد بر این است که ۳۰۰۰ از این‌گونه در طبیعت باقی مانده‌است. این‌گونه‌ها در حدود ۶۵ باغ وحش نگهداری می‌شوند.
- تیپلسکیرچی: یا زرافهٔ ماسایی. این نوع زرافه در کوه‌های کلیمانجارو، مرکز و جنوب کنیا و تانزانیا زندگی می‌کنند. تخمین زده می‌شود که بیش از ۴۰۰٬۰۰ از این‌گونه در طبیعت باقی‌مانده باشد و حدود ۱۰۰ عدد از آن‌ها در باغ وحش‌ها نگهداری می‌شوند.
- راتسچیلد: این زرافه در بارینگو، اوگاندا و کنیا زندگی می‌کند. همچنین حضور او در جنوب سودان نیز نامشخص است. حدود ۷۰۰ عدد از این‌گونه در طبیعت و ۴۵۰ عدد در باغ وحش‌ها زندگی می‌کنند.
- زرافه: یا زرافهٔ آفریقای جنوبی. این زرافه یا همان زرافهٔ امروزی، در آفریقای جنوبی، شمال و جنوب بوتسوانا، جنوب زیمبابوه و جنوب غربی موزامبیک زندگی می‌کنند. تخمین زده می‌شود که حدود ۱۲٬۰۰۰ عدد در طبیعت و ۴۵ عدد در باغ وحش‌ها زندگی می‌کنند.
- تورنیکروفتی: یا زرافهٔ رودسیان. این گونهٔ زرافه در درهٔ لوانگوا در شرق زامبیا زندگی می‌کنند. بیش از ۱٬۵۰۰ عدد از این‌گونه در طبیعت زندگی می‌کنند و حتی یک عدد از این‌گونه هم در باغ وحش زندگی نمی‌کند.
- پرالتا: یا زرافهٔ غرب آفریقا. این‌گونه از زرافه‌ها در غرب آفریقا به خصوص در نیجر و نیجریه زندگی می‌کنند. این‌گونه‌ها از گونه‌های دیگر سبک ترند. این‌گونه بومی است و کمتر از ۲۲۰ نفر از آن‌ها در طبیعت باقی‌مانده‌اند. زرافهٔ آنتیکوروم که در کامرون زندگی می‌کرد را قبلاً فکر می‌کردند که زیرگونهٔ این‌گونه‌است. اما ثابت شد که آنتیکوروم خود یک گونهٔ جداست. در سال ۲۰۰۷، تمام این زرافه‌های این‌گونه به باغ وحش‌های اروپا آمدند و در آن جا نگهداری شدند.

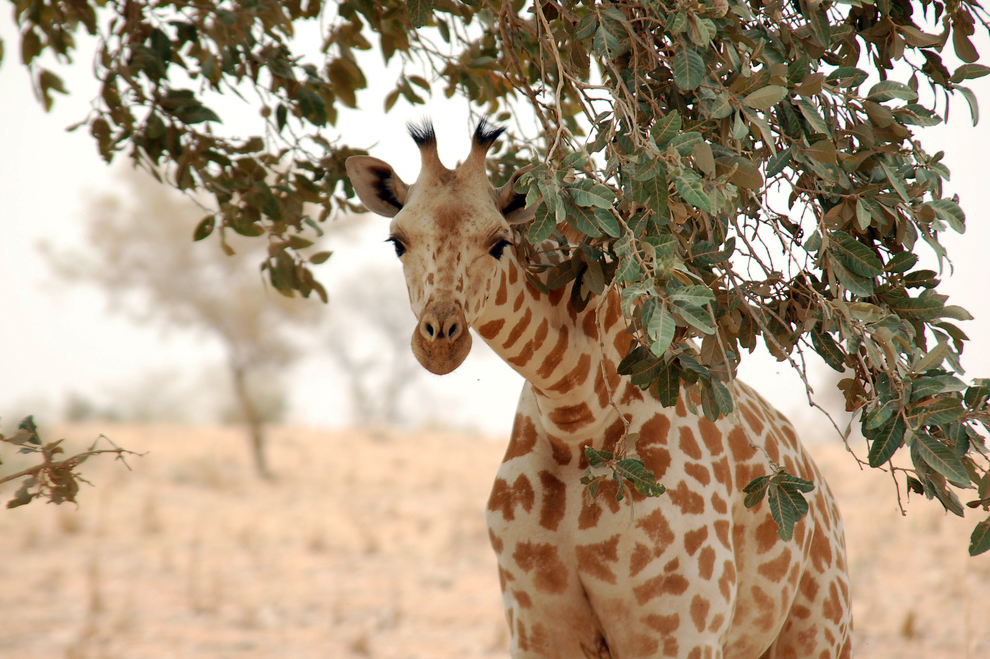
زرافهٔ غرب آفریقا، در خطر انقراض

تفاوت‌هایی بین گونه‌های مختلف وجود دارد. گونه‌های آفریقایی دندانه‌دار و گونه‌های دیگر منظم شکل‌اند. زرافه‌های غرب آفریقا روی پوست‌شان خطوط ضخیم دارند، درحالی‌که زرافه‌های اهل کشور حبشه دارای خطوطی نازک‌اند.
یک مطالعه دربارهٔ ژنتیک در سال ۲۰۰۷ نشان داد که شش زیرگونهٔ غرب آفریقا، راتسچیلد، رتیکولاتا، ماسایی، آنگولایی و جنوب آفریقا، ۶ گونه جداگانه‌اند. همچنین مطالعات نشان داد که گونه‌های مختلف با هم آمیزش جنسی داشته‌اند و باعث ایجاد نژادهای جدید شده‌اند. این نژادها شامل راتسچیلد، رتیکولاتا و ماسایی است. به نظر می‌رسد که نژادهای رتیکولاتا و ماسایی از شرق آفریقا سرچشمه گرفته‌اند.
جمعیت زرافه‌ها در جنوب آفریقا است و به نظر می‌رسد پوست آن‌ها به عنوان گوساله حک شده باشد. پیامدهای این یافته‌ها برای حفاظت از زرافه‌ها توسط دیوید برون، نویسنده اصلی این مطالعه بوده‌است. در این باره بی‌بی‌سی گفته‌است: همهٔ زرافه‌ها گونه‌های مختلف دارند و در آستانهٔ انقراض‌اند. برخی از این جمعیت‌ها چند صد نفر هستند و نیاز به حفاظت فوری دارند.

## ویژگی‌های ظاهری و کالبدشناسی

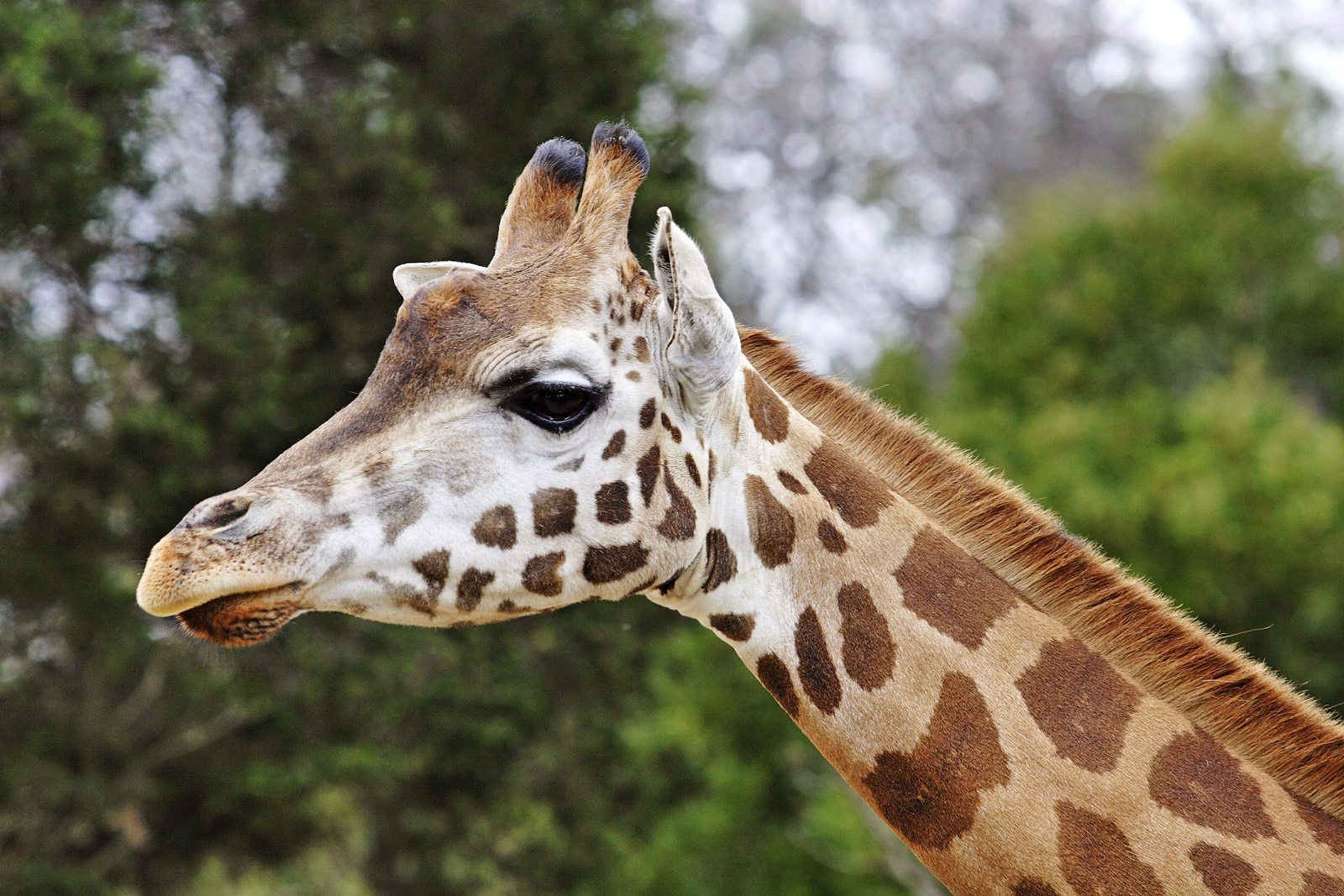
یک سر زرافه در باغ وحش ملبورن

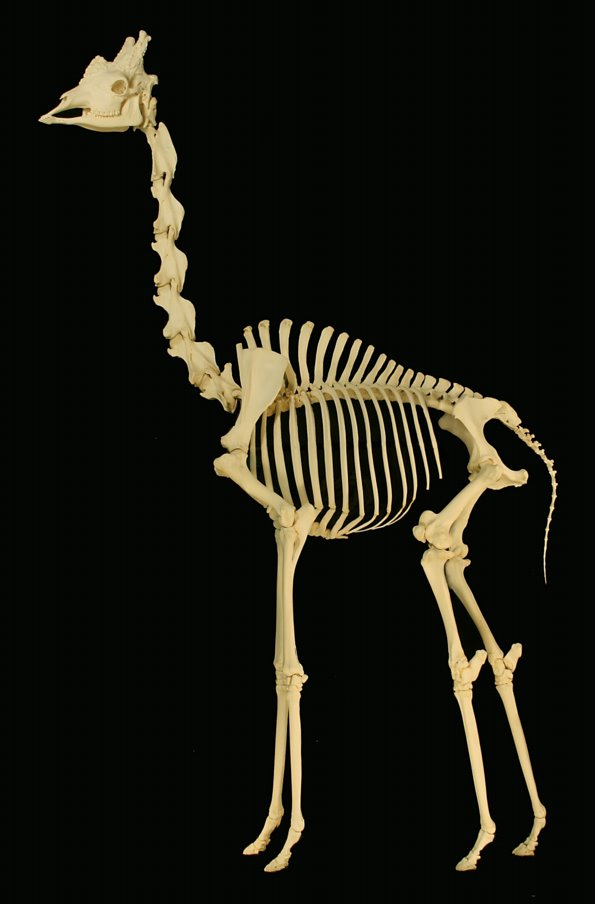
اسکلت زرافه بر روی صفحهٔ نمایش در موزه دانش استخوان‌شناسی، اوکلاهما، اوکلاهما

زرافهٔ نری که کامل رشد کرده باشد، قدش به‌طور ایستاده ۶٫۵ متر و بلندتر از ماده است. وزن یک زرافه نر بالغ ۱٬۶۰۰ کیلوگرم و وزن یک ماده بالغ ۸۳۰ کیلوگرم است. با وجود گردن و پاهای بلند، بدن زرافه نسبتاً کوتاه است. رنگ بدن آن‌ها معمولاً خاکستری است. شنوایی و بویایی آن‌ها بسیار تیز است. آن‌ها می‌توانند از خود در برابر طوفان شن به خوبی محافظت کنند. زبان زرافه‌ها برای گرفتن و چیدن برگ، طولی برابر با ۵۰ سانتی‌متر دارد. این زبان به رنگ ارغوانی است و خود را در برابر آفتاب سوختگی محافظت می‌کند. برای گرفتن شاخ و برگ و تمیز کردن بینی‌اش مفید است. لب فوقانی زرافه دارای استعدادهای هنری و مفید هنگام گرفتن غذا است. در هنگام گرفتن غذا، لب‌ها از زبان و داخل دهان زرافه در برابر خارها محافظت می‌کند.
هر زرافه دارای یک پوشش منحصربه‌فرد است. قد زرافه برای استتار او کمک می‌کند به‌طوری‌که می‌تواند به راحتی در نور و جنگل به عنوان درخت قائم شود. او با پوست زرافه در مناطق تیره می‌تواند استتار کند. پوست زرافه بیشتر خاکستری است. همچنین پوست او ضخیم است و خار به سختی در آن فرومی‌رود. خزهای روی پوست او، برای حفاظت از زرافه در برابر موجوداتی همچون انگلها و مواد شیمیایی به کار می‌رود. دست‌کم ۱۱ پیوند شیمیایی معطر روی پوست زرافه قرار دارد بیشتر این بو ناشی از اندول و اسکاتول است. از آن جا که مواد شیمیایی معطر روی پوست نرها نسبت به ماده‌ها بوی قوی‌تری دارد، به راحتی می‌توان جنس آن‌ها را مشخص کرد. در کنار گردن زرافه، یالهای کوتاه و موهای سیخ وجود دارد. دم زرافه حدود ۱ متر است و از تار موهایش برای دفاع در برابر حشرات استفاده می‌کند.

### جمجمه و استخوان‌ها

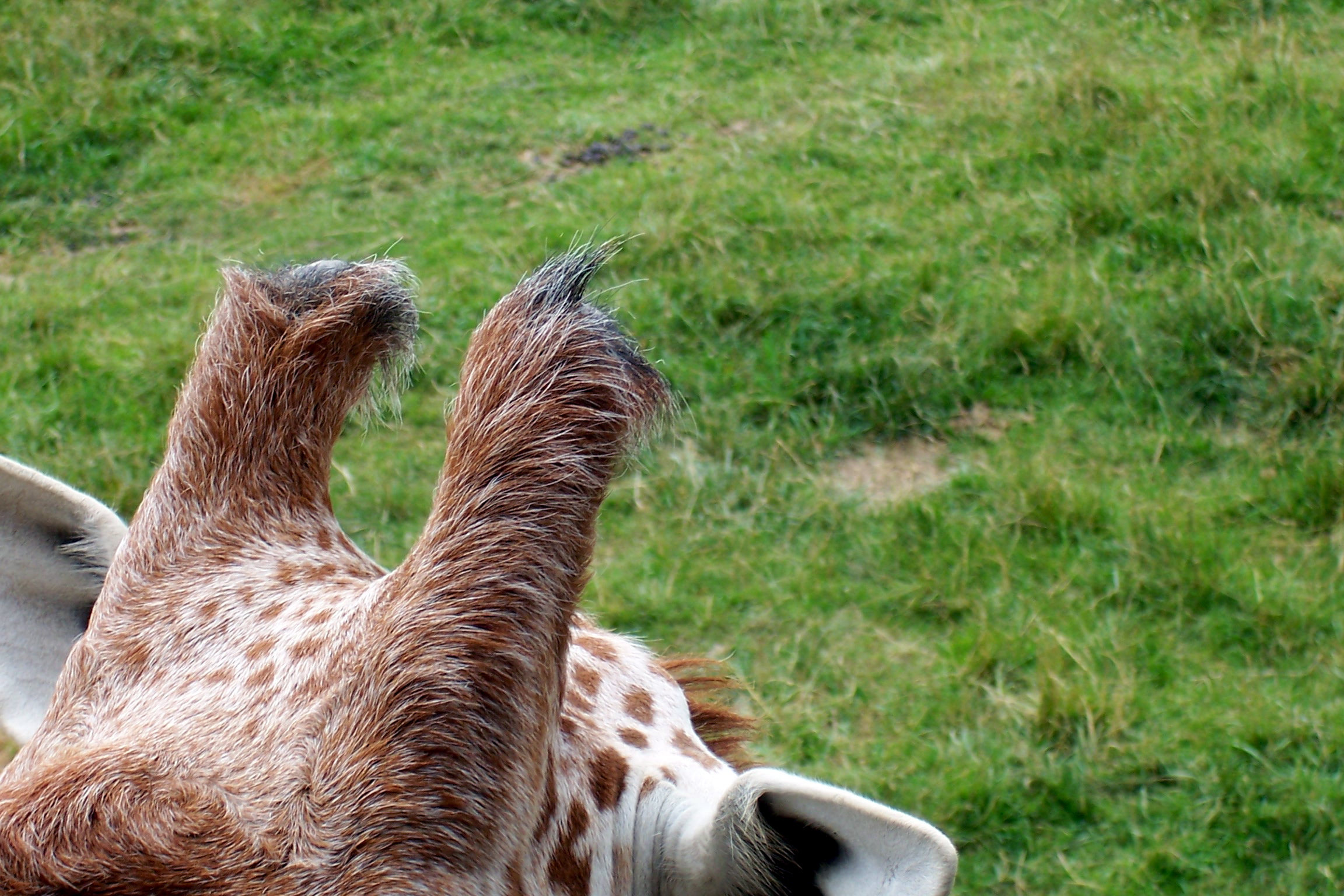
شاخک‌های استخوانی یک زرافه مشبک.

هر دو جنس زرافه دارای شاخک استخوانی Ossicone پشم‌آلود برجسته‌ای هستند که از غضروف ساخته شده‌است. وجود رگ‌ها، ممکن است نقش مهمی در تنظیم حرارت بدن به وسیلهٔ استخوانها داشته باشد. استخوان‌ها به یافتن جنس و سن زرافه‌ها نیز کمک می‌کنند، به‌طوری‌که استخوان‌ها در ماده‌های جوان نازک هستند و در بالای سر ماده‌ها آن‌قدر نازک‌اند که مانند مو می‌مانند. اما استخوان‌ها در زرافه‌های نر کلفت‌تر هستند و در بالا به نظر می‌رسد که زرافه طاس است. همچنین توده‌های متوسط به صورت برجسته در جلوی جمجمهٔ ماده‌ها قرار دارند. هر چقدر سن در نرها بالاتر می‌رود، کلسیم نیز بیشتر می‌شود و این برجستگی را ایجاد می‌کند. با این حال، جمجمهٔ نرها سنگین‌تر است و در مبارزه از آن استفاده می‌کنند. فک زرافه فوقانی است و بدون دندان جلو است.

### پاها، حرکت و استخوان‌بندی
جلو و پشت ساق پای زرافه تقریباً به طول گردن اوست. زانوی زرافه‌ها کار مچ دست انسان را انجام می‌دهد. قطر پای زرافه ۳۰ سانتی‌متر، و قطر سم آن ۱۵ سانتی‌متر در نرها و ۱۰ سانتی‌متر در ماده‌ها است. سم‌ها وزن زرافه را به زمین وارد می‌کنند. برخلاف بسیاری از چارپایان، زرافه‌ها در دست و پاهای خود شست زائد (که شَستَک Dewclaw نامیده می‌شود) ندارند. زرافه نیز همانند انسان لگن دارد.
زرافه به دو شکل حرکت می‌کند. در شکل اول با حرکت دادن پاها بر روی یک طرف بدن و در همان زمان در طرف دیگر، پیاده‌روی می‌کند. در شکل دوم هم پای عقبی قبل از حرکت پای جلو، به جلو حرکت می‌کند. جانوران متکی بر حرکت رو به جلو، از سر و گردن خود برای حفظ تعادل استفاده می‌کنند. حداکثر سرعت دویدن زرافه ۶۰ کیلومتر در ساعت است. (۳۷ مایل در ساعت است)
زرافه با بدنش دراز می‌کشد. برای دراز کشیدن ابتدا زانوی پای جلویی خود را بر زمین می‌زند و آن پا را کاملاً روی زمین می‌گذارد. سپس همین کار را با پای عقبی‌اش می‌کند. زرافه در هر روز ۴:۳۶ ساعت می‌خوابد که بیشتر این وقت را در شب می‌خوابد. بیشتر زرافه‌ها این‌گونه می‌خوابند و افراد مسن‌تر به شکل ایستاده می‌خوابند. افراد مسن برای خوابیدن گردن خود را به عقب خم می‌کنند و آن را روی باسن یا ران خود می‌گذارند. زرافه برای آب خوردن زانوی پای جلوی خود را روی زمین می‌زند و گردن خود را دراز می‌کند و آب می‌خورد. این جانور هیچ‌گاه شناگر ماهری نبوده‌است و پاهای بلند او در آب بسیار دست و پاگیر است؛ هر چند می‌تواند شنا کند. در هنگام شناکردن، وزن قفسهٔ سینه، پای جلویی اجازه شناکردن را به راحتی نمی‌دهند.

### گردن

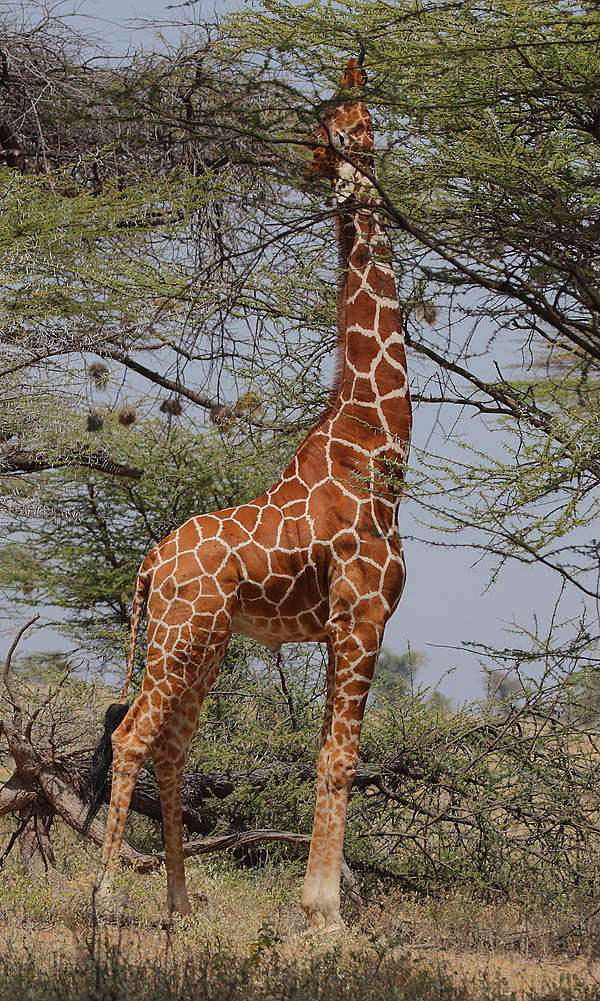
زرافهٔ نر بالغ در حال تغذیه در ارتفاع بالا بر روی آکاسیا

گردن زرافه بسیار دراز است و تا ۲ متر هم تجاوز می‌کند. هر مهرهٔ گردن زرافه ۲۸ سانتی‌متر است و این باعث درازی گردن او شده‌است. مهره‌های گردن او حدود ۵۲–۵۴ درصد ستون فقرات او را تشکیل می‌دهد؛ در حالی که مهره‌های گردن زرافه‌های آنگولایی ۲۷–۳۳ درصد ستون فقراتش را تشکیل می‌دهد. این کشیدگی گردن او تا مدت زیادی به طول می‌انجامد. سر و گردن بزرگ زرافه باعث شده‌است که آن‌ها عضلات و رباط گردن‌شان گسترش پیدا کنند.
مهره‌های گردن زرافه به حالت گوی و کاسه‌ای مفاصل است. به‌طور خاصی مفاصل محور (C2 و C1) اجازه می‌دهند که جانور سر خود را به صورت عمودی کج کند و به شاخه‌های درخت برسد. مفصل بین مهره‌های گردن و قفسهٔ سینه در زرافه بین مهرهٔ اول و دوم و قفسهٔ سینه او قرار دارد؛ در حالی که این مهرهٔ نشخوارکنندگان دیگر برخلاف زرافه بین هفتمین مهرهٔ گردن C7 و T1 قرار دارد. این باعث می‌شود که طول گردن زرافه افزایش یابد. با این حال، زرافه دارای ویژگی‌های ریخت‌شناختی دنده، مهره‌های قفسهٔ سینه و هفت مهرهٔ گردن سبب ایجاد ناهنجاری‌های عصبی در زرافه می‌شود و این قابلیت‌های زرافه در پستانداران استثنایی است.
دو نظریهٔ اصلی در مورد منشأ تکاملی و کشیدگی گردن زرافه وجود دارد. «نظریهٔ انتخاب طبیعی» در ابتداً توسط چارلز داروین پیشنهاد شد و اخیراً به چالش کشیده شده‌است. این نظریه نشان می‌دهد که زرافه با گردن دراز خود می‌توانسته برگ‌های درختان را بخورد اما جانوران دیگر به دلیل کوتاهی گردن نمی‌توانستند و از بین می‌رفتند. زرافه‌ها ۴٫۵ متر قد داشتند و تغذیه‌شان به راحتی انجام می‌گرفت؛ در حالی که جانوران دیگر نظیر کودو، با قد ۲ متری شان نمی‌توانستند به برگ‌های درختان برسند و غذای کافی بخورند. همچنین تحقیقات نشان می‌دهد که انتخاب طبیعی هنوز هم در طبیعت وجود دارد و جانوران زیادی از بین می‌روند ولی تغذیه زرافه‌ها بسیار خوب و مناسب است. با این حال، دانشمندان مخالف این نظریه اعتقاد دارند که زرافه زمان زیادی صرف تغذیه نمی‌کند و وقتی سیر می‌شود، جانوران دیگر هم فرصت این را دارند که از برگ درختان تغذیه کنند و زنده بمانند.
نظریهٔ اصلی دیگر «انتخاب جنسی» نام دارد. این نظریه نشان می‌دهد که گردن طولانی زرافه یکی از صفات ثانویهٔ جنسی در تکامل آن هاست، این افزایش گردن به دلیل کشیدن زرافه‌ها در مسابقات (پایین را ببینید) و همچنین برای دسترسی به زرافه‌های ماده‌است. در این نظریه، نرها نسبت به ماده‌ها هم سن و سال، گردن طولانی‌تر و سنگین‌تری دارند. یکی از انتقادهای این نظریه این است که چرا زرافه‌های ماده گردن‌شان این‌چنین مانند نرها افزایش یافته‌است.

### سیستم داخلی

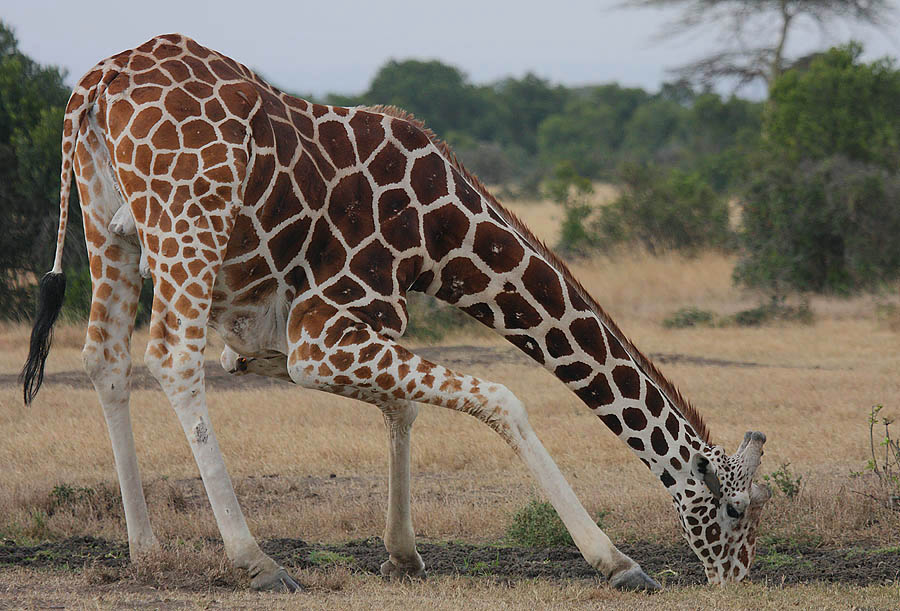
زرافه در حال خم شدن برای نوشیدن. زمانی که زرافه گردنش را پایین می‌آورد، اسطرلاب او مانع از جریان خون زیاد به مغز می‌شود.

در سمت چپ پستانداران، عصب عود حنجره است که در زرافه‌ها ۳۰ سانتی‌متر است و از همه پستانداران طولانی‌تر است. این عصب در هر جانور زندهٔ دیگری نیز هست. عصب سمت چپ بیش از ۲ متر طول دارد. هر یک از سلولهای عصبی در این مسیر کار خود را آغاز می‌کنند و در ساقهٔ مغز و گردن عبور می‌کنند. سپس به اندام‌های دیگر بدن هم چون عصب عود حنجره که در پشت گردن است می‌روند؛ بنابراین طول هر یک از این سلول‌های عصبی در بزرگ‌ترین زرافه‌ها حدود ۵ متر (۱۶ فوت) است. ساختار مغز زرافه شبیه مغز گاو است. شکل‌های اسکلت زرافه نشان می‌دهد که حجم ریههای زرافه نسبت به جرم آن‌ها کوچک است. زرافه به دلیل گردن درازش، نای باریکی نیز دارد. این عوامل مقاومت زرافه در برابر جریان هوا را افزایش می‌دهند. با این حال، هنوز هم می‌توانند اکسیژن کافی برای بافت‌های خود را فراهم کنند.
سیستم گردش خون زرافه برای ارتفاع زیادش دارای سازگاری‌های مختلفی است. قلب زرافه می‌تواند بیش از ۲۵ پوند (۱۱ کیلوگرم) وزن داشته باشد و طول آن ۲ فوت (۶۱ سانتی‌متر) است. با این حال، قلب زرافه باید دو برابر فشار خون مورد نیاز انسان را برای حفظ جریان خون به مغز تولید کند. قلب زرافه باید ۱۵۰ بار در دقیقه بزند. وقتی زرافه سر خود را پایین می‌آورد، در قسمت بالای گردن، اسطرلاب مانع از جریان خون زیاد به مغز می‌شود. رگ زیر گلویی حاوی دریچه‌ای برای جلوگیری از جریان خون است. در مقابل، رگ‌های خونی در پایین پاها قرار دارند و تحت فشار زیادی هستند. برای حل این مشکل، پایین پاهای زرافه، لایه‌ای ضخیم و پوستی محکم وجود دارد که از ریختن بیش از حد خون جلوگیری می‌کند.
عضلات مری زرافه به‌طور غیرعادی قوی است و اجازه می‌دهد که غذا از معده تا گردن و دهان بازگردد و برای نشخوار فراهم شود. همهٔ نشخوارکنندگان در شکمشان چهار حفره دارند و نشخوار باید با رژیم غذاییشان سازگار باشد. اندازه‌گیری‌ها نشان داده‌است که رودهٔ زرافه حدود ۸۰ متر (۲۶۰ فوت) طول دارد. البته این روده از رودهٔ کوچک زرافه بزرگ‌تر است. کبد زرافه کوچک و جمع و جور است. کیسهٔ صفرا در طول زندگی جنینی وجود دارد اما ممکن است قبل از تولد ناپدید شود.

## رفتار و محیط زیست

### زیستگاه و تغذیه

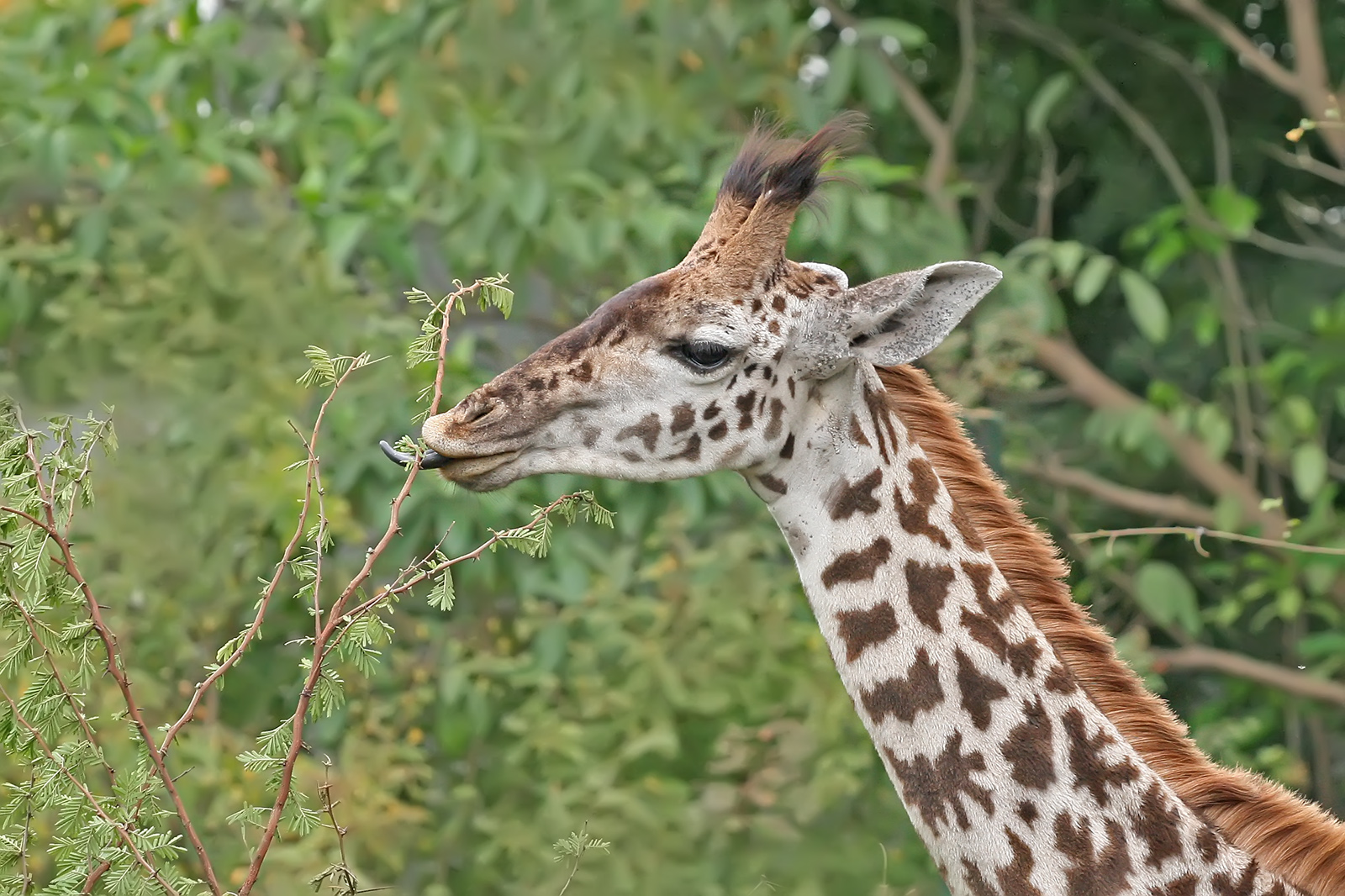
یک زرافه نوجوان با قد حدود (۲/۷ – ۲/۴ متر)، در حال خوردن برگ درختان، تصویر گرفته شده در باغ وحشی در تانزانیا ---- زرافه برای تغذیه، زبان خود را دراز می‌کند. زبان و لب‌های زرافه برای مقابله با خارهای تیز درختان، به اندازه کافی خوب و سخت هستند.

زرافه‌ها معمولاً ساکن دشت‌ها، مراتع و جنگل‌های بازاند. محل زندگی کنونی آن‌ها آفریقاست و در جنگل‌های اقاقیا و باز زندگی می‌کنند. زرافهٔ آنگولایی را می‌توان در محیط‌های بیابانی نیز یافت. زرافه‌ها در فهرست درختان، اقاقیا را ترجیح می‌دهند که برگ‌هایش حاوی منابع رشد زرافه‌ها مانند کلسیم و پروتئین است. آن‌ها همچنین از درختچه، چمن و میوه نیز تغذیه می‌کنند. هر زرافه در هر روز حدود ۳۴ کیلوگرم شاخ و برگ می‌خورد. همچنین او لاشه، گوشت و استخوان‌های خشک را لیس می‌زند.
در طول فصل مرطوب، مواد غذایی زرافه‌های فراوان و گسترده می‌شود؛ در حالی که در طول فصل خشک، آن‌ها در اطراف درختان و بوته‌های همیشه سبز به دنبال غذا می‌گردند. مادران همیشه تمایل به خوردن غذا در مناطق بازدارند که برای شناسایی شکارچیان آسان‌تر است. به عنوان یک نشخوارکننده، برای هضم، نشخوار خود را تا گردن پیش می‌برد و اگر دید که هضم آن ممکن نیست، دوباره نشخوار را به دهان می‌آورد و می‌جود. زرافه هنگام غذا خوردن با بزاق ترشح می‌کند. زرافه نیاز به مواد غذایی کمتری نسبت به بسیاری از گیاهخواران دارد چون دستگاه گوارش او کارآمدتر است. مدفوع زرافه‌ها به شکل گلوله‌های کوچک است. زرافه می‌تواند ۳ روز را بدون آب دوام بیاورد.
زرافه‌ها با تغذیه از درختان، رشد درختان جوان را به تأخیر می‌اندازند مگر درختانی که بیش از حد بلند هستند. بالاترین حد غذا خوردن در زرافه‌ها، ساعت اول و آخر روز است. در بین این ساعات، زرافه‌ها معمولاً می‌ایستند و می‌اندیشند.

### زندگی اجتماعی و پرورش

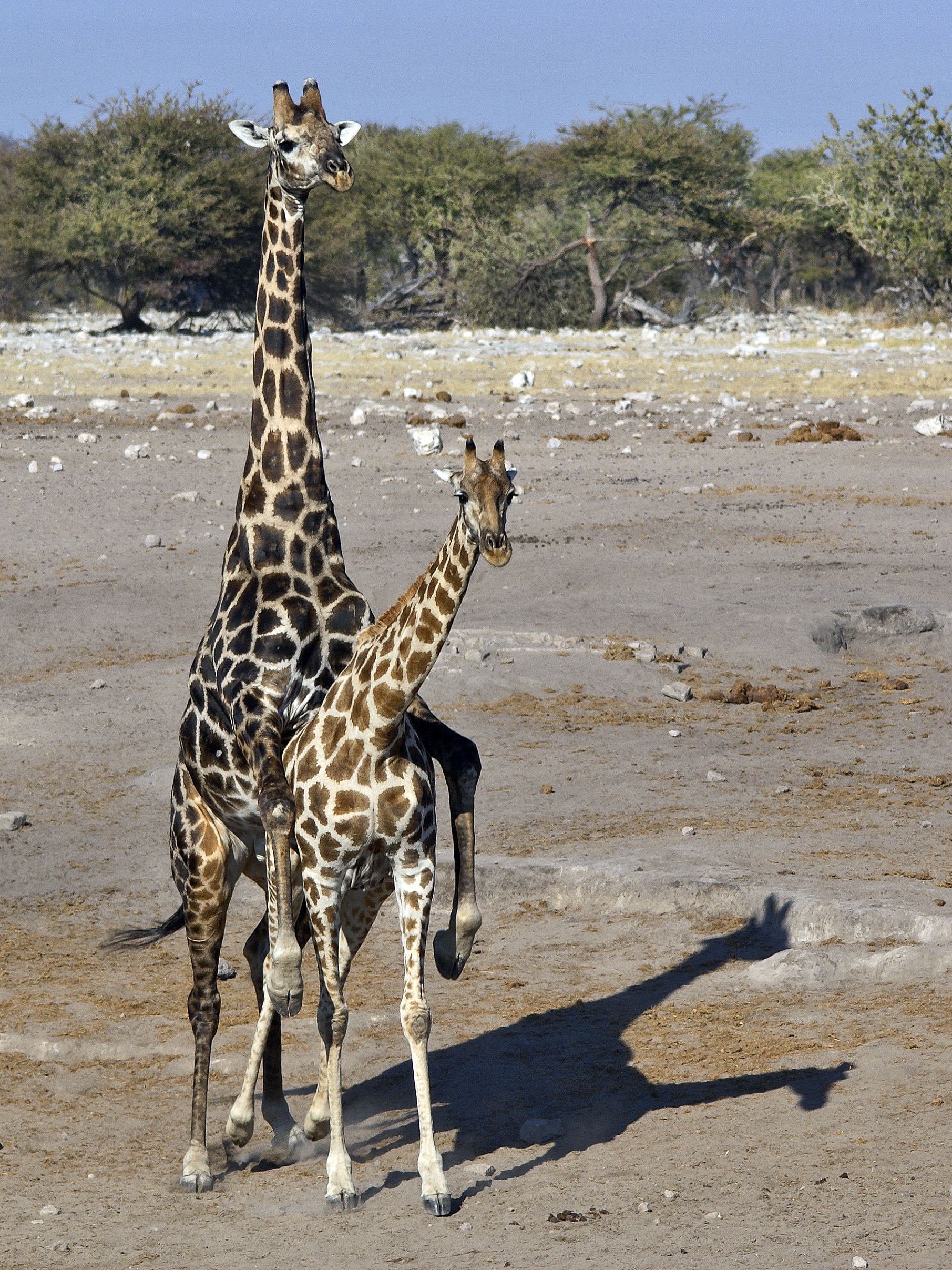
زرافهٔ نر (عقب) در حال آمیزش جنسی با زرافهٔ ماده‌ها (جلو). فقط نرها می‌توانند برای این کار پشت جنس مقابل بایستند.

زرافه همیشه در حال تغییر است. آن‌ها پیوندهای اجتماعی قوی دارند. برای اهداف پژوهشی، تبدیل به «یک گروه» می‌شوند و کسانی که نمی‌توانند بیشتر از یک کیلومتر راه بروند، از گروه جدا می‌شوند و در یک جهت و یکسان حرکت می‌کنند. گاهی برخی از گروه‌ها تا ۳۲ نفر زرافه هم دارند. پایدارترین گروه زرافه‌های گروهی است که از مادران و جوانان ساخته شده باشند که می‌توانند هفته‌ها یا ماه‌ها راه بروند. گروه‌های مختلط جنسی نیز شامل دختران بالغ و نرها جوان می‌شوند. با این حال، نرها مسن بیشتر اوقات به صورت انفرادی حرکت می‌کنند. زرافه‌های نر، گاهی از خانه بسیار دور می‌شوند.
در زرافه‌ها، نرهای مسن با ماده‌ها بارور آمیزش جنسی می‌کنند. زرافه‌های پسر هم با چشیدن ادرار ماده‌ها بارور این کار را انجام می‌دهند. نرها ترجیح می‌دهند با ماده‌های جوان آمیزش جنسی داشته باشند و سعی می‌کنند که از این کار با نوجوانان و بزرگسالان مسن بپرهیزند. در طول آمیزش جنسی، یک پای خود را عقب می‌گذارد و با پای جلوی خود می‌ایستد و به ماده می‌چسبد.
به‌طور کلی زرافه‌ها برای برقراری ارتباط بین هم، از خود صداهای مختلفی درمی‌آورند. برای مثال برای اظهار عشق، با صدای بلند سرفه می‌کنند. زرافه‌ها هنگام خواب، خروپف، خش‌خش و ناله می‌کنند و همچنین صدایی هم چون صدای فلوت درمی‌آورند.

### تولد و مراقبت

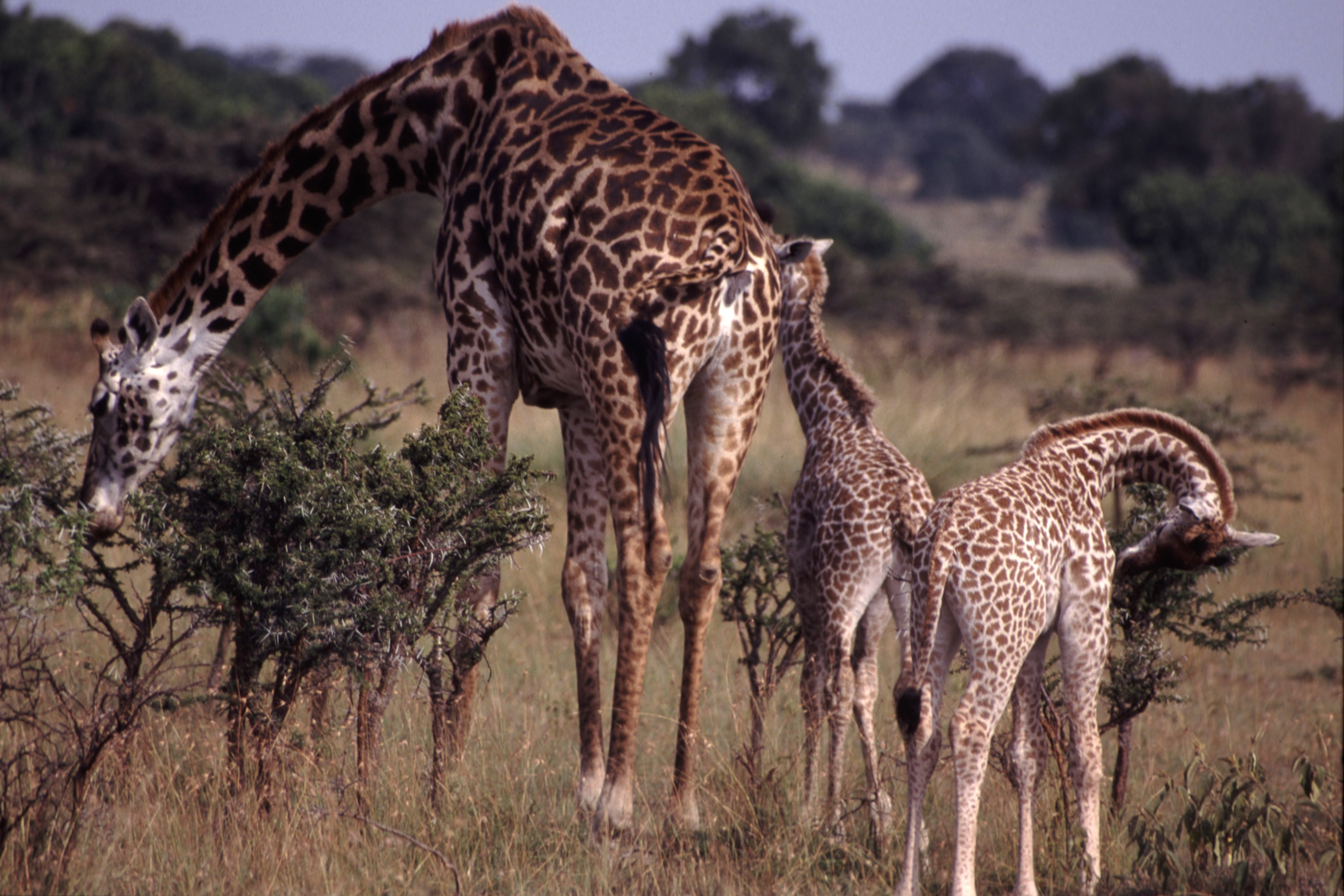
زرافهٔ مادر به زرافهٔ فرزند شیر می‌دهد.

باردارشدن زرافه حدود ۴۶۰–۴۰۰ روز به طول می‌انجامد و کمتر پیش می‌آید که بچه به دنیا نیاید. گاهی در موارد نادر، دوقلو به دنیا می‌آید. مادر به هنگام به دنیا آمدن فرزند می‌ایستد. هنگام به دنیا آمدن، ابتدا سر و پاهای جلویی فرزند بیرون می‌آیند و بعد جنین به زمین می‌افتد و بند ناف قطع می‌شود. مادر به فرزند ایستادن را می‌آموزد. تا یک سال، زرافه متولد شده ۱٬۰۸ متر (۶ فوت) قد می‌کشد. فرزند در یک هفتهٔ زندگی، رشد چشمگیری می‌کند. او استتار می‌کند.
مادران با فرزندان در گله‌های پرورشگاهی جمع می‌شوند و آموزش را با هم مرور می‌کنند. در چنین گروهی، گاهی ممکن است که مادر، فرزند را به یک ماده دیگر بسپارد و خود برود و آب بنوشد. نرهای بزرگ‌سال تقریباً هیچ نقشی در رشد فرزندان ندارند؛ هرچند که به نظر می‌رسد با فرزندان تعاملات دوستانه داشته باشند. هنگام شکار کردن فرزند، مادر از او دفاع می‌کند. زمان زایمان مادر بسیار کم است. به همین ترتیب، ممکن است بعضی فرزندان را فقط یک ماه شیر بدهند. گاهی این یک ماه حتی به یک سال هم می‌رسد. فرزندان ماده در ۴ سالگی بالغ می‌شوند؛ در حالی که فرزندان نر، در ۴ یا ۵ سال بالغ می‌شوند. با این حال، نرها برای به دست آوردن همسر، باید حداقل ۷ سال صبر کنند.

### روش مبارزه

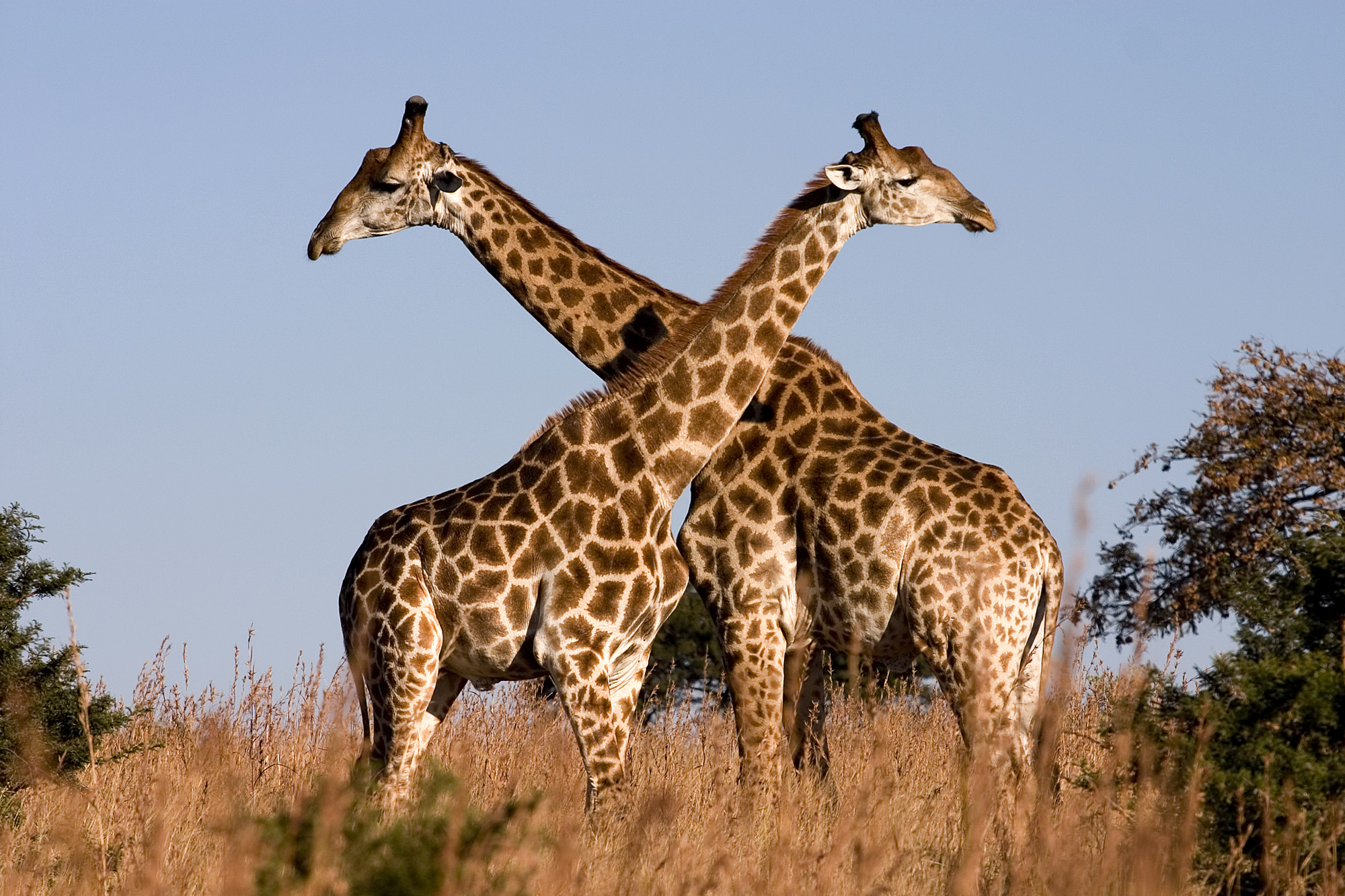
دو زرافهٔ نر، هر کدام قصد پیروزی بر حریف خود را دارند.

زرافهٔ نر از گردن خود به عنوان سلاح در مبارزه استفاده می‌کند. این رفتار در مبارزه‌های با شدت پایین و بالا رخ می‌دهد. در مبارزات با شدت کم، مبارزان سرهایشان را به هم مالش می‌دهند. معمولاً نر در این مبارزات پیروز می‌شوند. در مبارزات با شدت بالا، مبارزان پاهای جلویی خود را به هم می‌زنند و گردن‌های خود را به استخوان‌بندی حریف می‌کوبند. قدرت ضربهٔ با گردن به وزن جمجمه و قوس گردن بستگی دارد. این مبارزات یا دوئل‌ها، ممکن است نیم‌ساعت طول بکشد که این زمان وابسته به مبارزان آن است.
پس از پایان دوئل، دو زرافهٔ نر به نوازش هم می‌پردازند که موجب آمیزش جنسی می‌گردد. چنین اتفاقاتی بین نر یافت می‌شود و این رفتار زرافه‌ها، مانند همجنس‌گرایی است. در یک مطالعه، تا ۹۴٪ از حوادث دیده شده، آمیزش جنسی بین نر بوده‌است. فعالیت همجنس‌گراها، ۷۵–۳۰ متفاوت بوده‌است. فقط ۱٪ از همجنس‌گرایی‌ها مربوط به ماده‌ها بوده‌است.

### مرگ و سلامتی
طول عمر زرافه‌ها در مقایسه با نشخوارکنندگان دیگر زیاد است. زرافه‌ها تا ۲۵ سال در حیات وحش عمر می‌کنند. از آن جا که اندازهٔ زرافهٔ بالغ جثه‌اش بزرگ است و بینایی آن‌ها تیز و قدرت‌شان زیاد است، معمولاً مورد حملهٔ و شکار قرار نمی‌گیرند. با این حال، آن‌ها می‌توانند غذای شیرها باشند. همچنین تمساح می‌تواند یک تهدید برای زرافه هنگام نوشیدن آب باشد. فرزندان زرافه از بزرگ‌سالان زرافه بسیار آسیب‌پذیرترند. علاوه بر این، زرافه مورد تهدید پلنگ و سگ وحشی قرار دارد.
بعضی از انگلها از زرافه‌ها تغذیه می‌کنند. زرافه‌ها همیشه میزبان کنه، به ویژه در اطراف ناحیهٔ تناسلی که دارای پوست نازک‌تر هستند، بوده‌اند. زرافه با تکیه دادن به جایی باعث نابودی بسیاری از کنه‌های روی پوست خود می‌شود. زرافه میزبان گونه‌های متعددی از انگل داخلی و در معرض بیماری‌های مختلف است. در حال حاضر بیشتر این موجودات ویروسی ریشه‌کن شده‌اند.